# Fulda (vlinder)
Fulda is een Afrotropisch geslacht van vlinders van de familie van de dikkopjes (Hesperiidae), uit de onderfamilie van de Hesperiinae. De soorten van dit geslacht komen alleen in Madagaskar voor.

## Soorten
- F. australis Viette, 1956
- F. bernieri (Boisduval, 1833)
- F. coroller (Boisduval, 1833)
- F. gatiana (Oberthür, 1923)
- F. imorina Evans, 1937
- F. lucida Evans, 1937
- F. pauliani Evans, 1952
- F. rhadama (Boisduval, 1833)